# Hon'inbō 2021
L'Hon'inbō 2021 è la 76ª edizione del torneo goistico giapponese Hon'inbō. Nella finale, il detentore del titolo Yūta Iyama ha recuperato da uno svantaggio di 1–3 contro lo sfidante Toramaru Shibano Oza, e con il punteggio finale ha conquistato il titolo per la decima volta consecutiva.

## Qualificazioni
|  | Quarti di finale  | Quarti di finale  | Quarti di finale |                 |              | Semifinali   | Semifinali | Semifinali |  |  | Finale | Finale | Finale |  |
|  |                   |                   |                  |                 |              |              |            |            |  |  |        |        |        |  |
|  | Shinji Suzuki     | Shinji Suzuki     | 0                |                 |              |              |            |            |  |  |        |        |        |  |
|  | Shinji Suzuki     | Shinji Suzuki     | 0                |                 |              |              |            |            |  |  |        |        |        |  |
|  | Atsushi Sada      | Atsushi Sada      | 1                |                 |              |              |            |            |  |  |        |        |        |  |
|  | Atsushi Sada      | Atsushi Sada      | 1                |                 | Atsushi Sada | Atsushi Sada | 1          |            |  |  |        |        |        |  |
|  |                   |                   |                  |                 | Atsushi Sada | Atsushi Sada | 1          |            |  |  |        |        |        |  |
|  |                   |                   | Hironari Nakano  | Hironari Nakano | 0            |              |            |            |  |  |        |        |        |  |
|  | Masanori Kurotaki | Masanori Kurotaki | Hironari Nakano  | Hironari Nakano | 0            | 0            |            |            |  |  |        |        |        |  |
|  | Masanori Kurotaki | Masanori Kurotaki |                  |                 |              |              |            |            |  |  |        |        |        |  |
|  | Hironari Nakano   | Hironari Nakano   | 1                |                 |              |              |            |            |  |  |        |        |        |  |
|  | Hironari Nakano   | Hironari Nakano   | 1                |                 | Atsushi Sada | Atsushi Sada | 1          |            |  |  |        |        |        |  |
|  |                   |                   |                  |                 |              |              |            |            |  |  |        |        |        |  |
|  |                   |                   | Yu Zhengqi       | Yu Zhengqi      | 0            |              |            |            |  |  |        |        |        |  |
|  | Makoto Son        | Makoto Son        | Yu Zhengqi       | Yu Zhengqi      | 0            | 1            |            |            |  |  |        |        |        |  |
|  | Makoto Son        | Makoto Son        |                  |                 |              |              |            |            |  |  |        |        |        |  |
|  | Yoshiaki Imamura  | Yoshiaki Imamura  | 0                |                 |              |              |            |            |  |  |        |        |        |  |
|  | Yoshiaki Imamura  | Yoshiaki Imamura  | 0                |                 | Makoto Son   | Makoto Son   | 0          |            |  |  |        |        |        |  |
|  |                   |                   |                  |                 | Makoto Son   | Makoto Son   | 0          |            |  |  |        |        |        |  |
|  |                   |                   | Yu Zhengqi       | Yu Zhengqi      | 1            |              |            |            |  |  |        |        |        |  |
|  | Tatsuya Shida     | Tatsuya Shida     | Yu Zhengqi       | Yu Zhengqi      | 1            | 0            |            |            |  |  |        |        |        |  |
|  | Tatsuya Shida     | Tatsuya Shida     |                  |                 |              |              |            |            |  |  |        |        |        |  |
|  | Yu Zhengqi        | Yu Zhengqi        | 1                |                 |              |              |            |            |  |  |        |        |        |  |

|  | Quarti di finale   | Quarti di finale   | Quarti di finale |               |               | Semifinali    | Semifinali | Semifinali |  |  | Finale | Finale | Finale |  |
|  |                    |                    |                  |               |               |               |            |            |  |  |        |        |        |  |
|  | Naoyuki Nakane     | Naoyuki Nakane     | 0                |               |               |               |            |            |  |  |        |        |        |  |
|  | Naoyuki Nakane     | Naoyuki Nakane     | 0                |               |               |               |            |            |  |  |        |        |        |  |
|  | Ō Rissei           | Ō Rissei           | 1                |               |               |               |            |            |  |  |        |        |        |  |
|  | Ō Rissei           | Ō Rissei           | 1                |               | O Rissei      | O Rissei      | 0          |            |  |  |        |        |        |  |
|  |                    |                    |                  |               | O Rissei      | O Rissei      | 0          |            |  |  |        |        |        |  |
|  |                    |                    | Ryuhei Onishi    | Ryuhei Onishi | 1             |               |            |            |  |  |        |        |        |  |
|  | Ryuhei Onishi      | Ryuhei Onishi      | Ryuhei Onishi    | Ryuhei Onishi | 1             | 1             |            |            |  |  |        |        |        |  |
|  | Ryuhei Onishi      | Ryuhei Onishi      |                  |               |               |               |            |            |  |  |        |        |        |  |
|  | Tomochika Mizokami | Tomochika Mizokami | 0                |               |               |               |            |            |  |  |        |        |        |  |
|  | Tomochika Mizokami | Tomochika Mizokami | 0                |               | Ryuhei Onishi | Ryuhei Onishi | 1          |            |  |  |        |        |        |  |
|  |                    |                    |                  |               |               |               |            |            |  |  |        |        |        |  |
|  |                    |                    | Rin Kono         | Rin Kono      | 0             |               |            |            |  |  |        |        |        |  |
|  | Kotaro Obuchi      | Kotaro Obuchi      | Rin Kono         | Rin Kono      | 0             | 1             |            |            |  |  |        |        |        |  |
|  | Kotaro Obuchi      | Kotaro Obuchi      |                  |               |               |               |            |            |  |  |        |        |        |  |
|  | Yoshihiro Koike    | Yoshihiro Koike    | 0                |               |               |               |            |            |  |  |        |        |        |  |
|  | Yoshihiro Koike    | Yoshihiro Koike    | 0                |               | Kotaro Obuchi | Kotaro Obuchi | 0          |            |  |  |        |        |        |  |
|  |                    |                    |                  |               | Kotaro Obuchi | Kotaro Obuchi | 0          |            |  |  |        |        |        |  |
|  |                    |                    | Rin Kono         | Rin Kono      | 1             |               |            |            |  |  |        |        |        |  |
|  | Katsuya Motoki     | Katsuya Motoki     | Rin Kono         | Rin Kono      | 1             | 0             |            |            |  |  |        |        |        |  |
|  | Katsuya Motoki     | Katsuya Motoki     |                  |               |               |               |            |            |  |  |        |        |        |  |
|  | Rin Kono           | Rin Kono           | 1                |               |               |               |            |            |  |  |        |        |        |  |

|  | Quarti di finale  | Quarti di finale  | Quarti di finale  |                   |                   | Semifinali        | Semifinali | Semifinali |  |  | Finale | Finale | Finale |  |
|  |                   |                   |                   |                   |                   |                   |            |            |  |  |        |        |        |  |
|  | Takashi Takei     | Takashi Takei     | 0                 |                   |                   |                   |            |            |  |  |        |        |        |  |
|  | Takashi Takei     | Takashi Takei     | 0                 |                   |                   |                   |            |            |  |  |        |        |        |  |
|  | Ryu Shikun        | Ryu Shikun        | 1                 |                   |                   |                   |            |            |  |  |        |        |        |  |
|  | Ryu Shikun        | Ryu Shikun        | 1                 |                   | Ryu Shikun        | Ryu Shikun        | 0          |            |  |  |        |        |        |  |
|  |                   |                   |                   |                   | Ryu Shikun        | Ryu Shikun        | 0          |            |  |  |        |        |        |  |
|  |                   |                   | Atsushi Tsuruyama | Atsushi Tsuruyama | 1                 |                   |            |            |  |  |        |        |        |  |
|  | Atsushi Tsuruyama | Atsushi Tsuruyama | Atsushi Tsuruyama | Atsushi Tsuruyama | 1                 | 1                 |            |            |  |  |        |        |        |  |
|  | Atsushi Tsuruyama | Atsushi Tsuruyama |                   |                   |                   |                   |            |            |  |  |        |        |        |  |
|  | Yuichi Hirose     | Yuichi Hirose     | 0                 |                   |                   |                   |            |            |  |  |        |        |        |  |
|  | Yuichi Hirose     | Yuichi Hirose     | 0                 |                   | Atsushi Tsuruyama | Atsushi Tsuruyama | 1          |            |  |  |        |        |        |  |
|  |                   |                   |                   |                   |                   |                   |            |            |  |  |        |        |        |  |
|  |                   |                   | Atsushi Ida       | Atsushi Ida       | 0                 |                   |            |            |  |  |        |        |        |  |
|  | Wu Boyi           | Wu Boyi           | Atsushi Ida       | Atsushi Ida       | 0                 | 0                 |            |            |  |  |        |        |        |  |
|  | Wu Boyi           | Wu Boyi           |                   |                   |                   |                   |            |            |  |  |        |        |        |  |
|  | Wataru Muramoto   | Wataru Muramoto   | 1                 |                   |                   |                   |            |            |  |  |        |        |        |  |
|  | Wataru Muramoto   | Wataru Muramoto   | 1                 |                   | Wataru Muramoto   | Wataru Muramoto   | 0          |            |  |  |        |        |        |  |
|  |                   |                   |                   |                   | Wataru Muramoto   | Wataru Muramoto   | 0          |            |  |  |        |        |        |  |
|  |                   |                   | Atsushi Ida       | Atsushi Ida       | 1                 |                   |            |            |  |  |        |        |        |  |
|  | Atsushi Ida       | Atsushi Ida       | Atsushi Ida       | Atsushi Ida       | 1                 | 1                 |            |            |  |  |        |        |        |  |
|  | Atsushi Ida       | Atsushi Ida       |                   |                   |                   |                   |            |            |  |  |        |        |        |  |
|  | Keigo Yamashita   | Keigo Yamashita   | 0                 |                   |                   |                   |            |            |  |  |        |        |        |  |

|  | Quarti di finale | Quarti di finale | Quarti di finale |              |                  | Semifinali       | Semifinali | Semifinali |  |  | Finale | Finale | Finale |  |
|  |                  |                  |                  |              |                  |                  |            |            |  |  |        |        |        |  |
|  | Daisuke Murakawa | Daisuke Murakawa | 1                |              |                  |                  |            |            |  |  |        |        |        |  |
|  | Daisuke Murakawa | Daisuke Murakawa | 1                |              |                  |                  |            |            |  |  |        |        |        |  |
|  | Cho U            | Cho U            | 0                |              |                  |                  |            |            |  |  |        |        |        |  |
|  | Cho U            | Cho U            | 0                |              | Daisuke Murakawa | Daisuke Murakawa | 0          |            |  |  |        |        |        |  |
|  |                  |                  |                  |              | Daisuke Murakawa | Daisuke Murakawa | 0          |            |  |  |        |        |        |  |
|  |                  |                  | Kenya Onishi     | Kenya Onishi | 1                |                  |            |            |  |  |        |        |        |  |
|  | Kenya Onishi     | Kenya Onishi     | Kenya Onishi     | Kenya Onishi | 1                | 1                |            |            |  |  |        |        |        |  |
|  | Kenya Onishi     | Kenya Onishi     |                  |              |                  |                  |            |            |  |  |        |        |        |  |
|  | Masaki Ogata     | Masaki Ogata     | 0                |              |                  |                  |            |            |  |  |        |        |        |  |
|  | Masaki Ogata     | Masaki Ogata     | 0                |              | Kenya Onishi     | Kenya Onishi     | 0          |            |  |  |        |        |        |  |
|  |                  |                  |                  |              |                  |                  |            |            |  |  |        |        |        |  |
|  |                  |                  | Iso Ko           | Iso Ko       | 1                |                  |            |            |  |  |        |        |        |  |
|  | Toru Taniguchi   | Toru Taniguchi   | Iso Ko           | Iso Ko       | 1                | 0                |            |            |  |  |        |        |        |  |
|  | Toru Taniguchi   | Toru Taniguchi   |                  |              |                  |                  |            |            |  |  |        |        |        |  |
|  | Tomoya Hirata    | Tomoya Hirata    | 1                |              |                  |                  |            |            |  |  |        |        |        |  |
|  | Tomoya Hirata    | Tomoya Hirata    | 1                |              | Tomoya Hirata    | Tomoya Hirata    | 0          |            |  |  |        |        |        |  |
|  |                  |                  |                  |              | Tomoya Hirata    | Tomoya Hirata    | 0          |            |  |  |        |        |        |  |
|  |                  |                  | Iso Ko           | Iso Ko       | 1                |                  |            |            |  |  |        |        |        |  |
|  | Iso Ko           | Iso Ko           | Iso Ko           | Iso Ko       | 1                | 1                |            |            |  |  |        |        |        |  |
|  | Iso Ko           | Iso Ko           |                  |              |                  |                  |            |            |  |  |        |        |        |  |
|  | Riki Yokotsuka   | Riki Yokotsuka   | 0                |              |                  |                  |            |            |  |  |        |        |        |  |

## Torneo degli sfidanti
Lo sfidante è determinato tramite una lega composta da otto giocatori che si sfidano in sette turni da disputarsi una volta al mese da ottobre 2020 ad aprile 2021. Alla fine del torneo, il primo classificato diventa lo sfidante per il titolo, gli ultimi quattro arrivati escono dalla lega per l'edizione successiva, mentre i restanti giocatori sono confermati nella lega.
- W indica vittoria col bianco
- B indica vittoria col nero
- X indica la sconfitta
- +R indica che la partita si è conclusa per abbandono
- +N indica lo scarto dei punti a fine partita
- +F indica la vittoria per forfait
- +? indica una vittoria con scarto sconosciuto
- V indica una vittoria in cui non si conosce scarto e colore del giocatore

| Giocatore         | T.S. | K.K. | R.I. | N.H. | I.K. | A.T.  | A.S.  | R.O. | Risultato | Note                    |
| ----------------- | ---- | ---- | ---- | ---- | ---- | ----- | ----- | ---- | --------- | ----------------------- |
| Toramaru Shibano  | –    | X    | W+R  | B+R  | W+R  | B+R   | W+0,5 | B+R  | 6-1       | Qualificato alla finale |
| Kagen Kyo         | W+R  | –    | B+R  | X    | B+R  | W+0,5 | B+R   | X    | 5-2       | 2                       |
| Ryo Ichiriki      | X    | X    | –    | B+R  | W+R  | B+R   | W+R   | B+R  | 5-2       | 3                       |
| Naoki Hane        | X    | B+R  | X    | –    | B+R  | W+R   | X     | W+R  | 4-3       | 4                       |
| Iso Ko            | X    | X    | X    | X    | –    | B+R   | W+R   | X    | 2-5       | Retrocesso              |
| Atsushi Tsuruyama | X    | X    | X    | X    | X    | –     | B+R   | X    | 1-6       | Retrocesso              |
| Atsushi Sada      | X    | X    | X    | W+R  | X    | X     | –     | B+R  | 2-5       | Retrocesso              |
| Ryuhei Onishi     | X    | B+R  | X    | X    | W+R  | B+R   | X     | –    | 3-4       | Retrocesso              |

## Finale
La finale sarà una sfida al meglio delle sette partite. 